# 杉上村
杉上村（すぎがみむら）は、熊本県の中部、下益城郡にかつてあった村である。

## 地理
- 河川: 緑川

## 歴史
- 1889年4月1日 - 町村制が施行。下益城郡千町村、今吉野村、碇村、坂野村、永村、高村、出水村、丹生宮村、赤見村、築地村が合併して発足。
- 1955年3月1日 - 隈庄町、豊田村と合併して城南町となる。

## 著名な出身人物
- 東家嘉幸(元国土庁長官)(元閣僚)

## 学校
- 杉上村立杉上東小学校
- 杉上村立杉上西小学校
- 杉上村立杉上中学校